# Susan Mackensie
Susan Mackensie (* 24. Dezember 1962) ist eine ehemalige dänische Fußballspielerin.

## Karriere
Mackensie spielte zumindest in den Jahren 1983 bis 1993 für den HEI Aarhus. Am 10. August 1983 kam sie bei der 1:2-Niederlage gegen die Nationalmannschaft Schwedens zu ihrem ersten Länderspiel für die A-Nationalmannschaft. Sie gehörte der Mannschaft an, die bei der ersten Ausspielung der Europameisterschaft 1984 das erste von zwei Halbfinalspielen gegen die Nationalmannschaft Englands bestritt; beide Spiele, die seinerzeit noch in Hin- und Rückspiel ausgetragen wurden, gingen mit 1:2 und 0:1 verloren. Im Jahr 1991 nahm die sie an der Weltmeisterschaft teil, bei der sie vier Turnierspiele bestritt. Sie bestritt am 3. Juli 1993 beim 3:2-Sieg über die Nationalmannschaft Deutschlands ihr 27. und letztes Länderspiel; insgesamt erzielte sie sechs Tore.